# Haliophasma hermani
Haliophasma hermani är en kräftdjursart som beskrevs av Barnard 1940. Haliophasma hermani ingår i släktet Haliophasma och familjen Anthuridae. Inga underarter finns listade i Catalogue of Life.